# Microscopio confocal

Principios en los que se basa la microscopía confocal.

El microscopio confocal es un microscopio que emplea una técnica óptica de imagen para incrementar el contraste y/o reconstruir imágenes tridimensionales utilizando un "pinhole" espacial (colimador de orificio delimitante) para eliminar la luz desenfocada o destellos de la lente en especímenes que son más gruesos que el plano focal. El pinhole es una apertura localizada delante del fotomultiplicador que evita el pasaje de fluorescencia de las regiones de la muestra que no están en foco, la luz que proviene de regiones localizadas por encima o por debajo del plano focal no converge en el pinhole y no es detectada por el fotomultiplicador. Esta técnica ha ido adquiriendo cada vez mayor popularidad entre las comunidades científica e industrial. Se aplica típicamente en las ciencias biológicas y en la inspección.

## Concepto básico

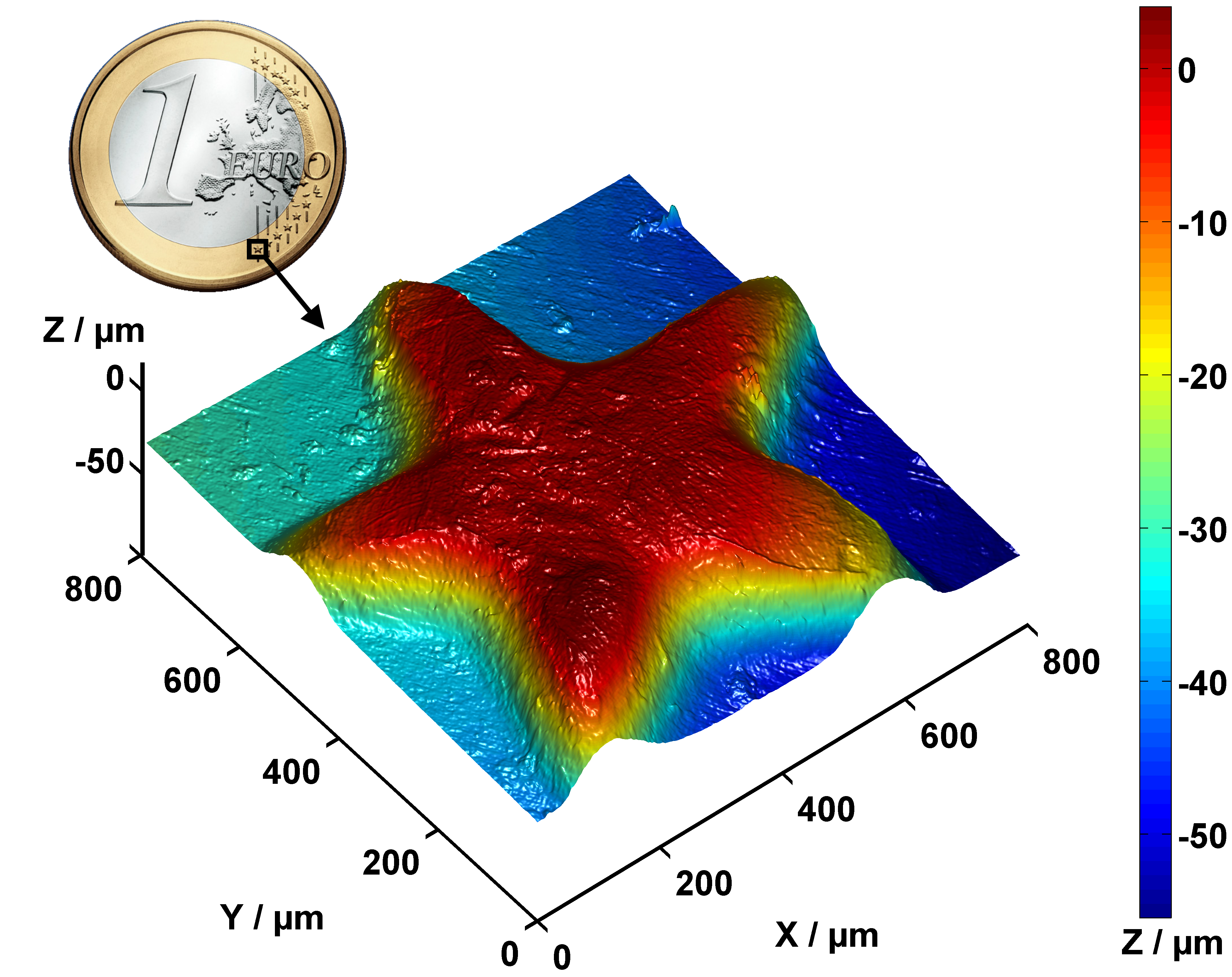
Imagen confocal de un detalle en una moneda. El tamaño del área medida es de 800 µm por 800 µm (0.8 mm por 0.8 mm), el grosor de la estrella es de aproximadamente 60 µm (0.06 mm). Los colores de la superficie fotografiada miden la altura de acuerdo con la escala que aparece en la parte derecha de la imagen.

El concepto de imagen confocal fue patentado por Marvin Minsky en 1957. En un microscopio de fluorescencia convencional (p. ej., de campo amplio), el espécimen entero está sobresaturado de luz a partir de la fuente de iluminación. Debido a la conservación de la intensidad de la luz en su recorrido, todas las partes del espécimen a lo largo de su ruta óptica serán excitadas y la fluorescencia detectada por un fotodetector o una cámara.
Por el contrario, un microscopio confocal utiliza iluminación puntual y un "pinhole" en un plano óptico conjugado en frente del detector para eliminar la información que está fuera del plano focal. Sólo la luz que está dentro de este plano puede ser detectada, de modo que la calidad de imagen es mucho mejor que las de campo amplio. Puesto que sólo se ilumina un punto cada vez en el microscopio confocal, se requiere una exploración (scanning) sobre un raster regular en el espécimen para obtener imágenes bi o tridimensionales. La delgadez del plano focal se define mayormente como el cuadrado de la apertura numérica de la lente del objetivo y también por las propiedades ópticas del espécimen y el índice de refracción del ambiente.

## Tipos de confocales
Existen tres tipos de microscopios confocales disponibles comercialmente: El microscopio confocal láser de barrido, el microscopio confocal de disco giratorio (disco de Nipkow) y microscopios de matriz programable (Programmable Array Microscope, PAM).

La microscopía confocal de barrido por láser (LCSM)
Produce un mayor rendimiento en la calidad de la imagen que los de disco o PAM, la tasa de framess actualmente ha sido mejorada para obtener tasas superiores a las del video (60 frames/segundo) utilizando MEMS basados en espejos de barrido.
Los microscopios confocales de disco
Pueden lograr velocidades compatibles con la creación de videos —un rasgo desable para observaciones dinámicas, como pueden ser las imágenes de células vivas—.

## Imágenes

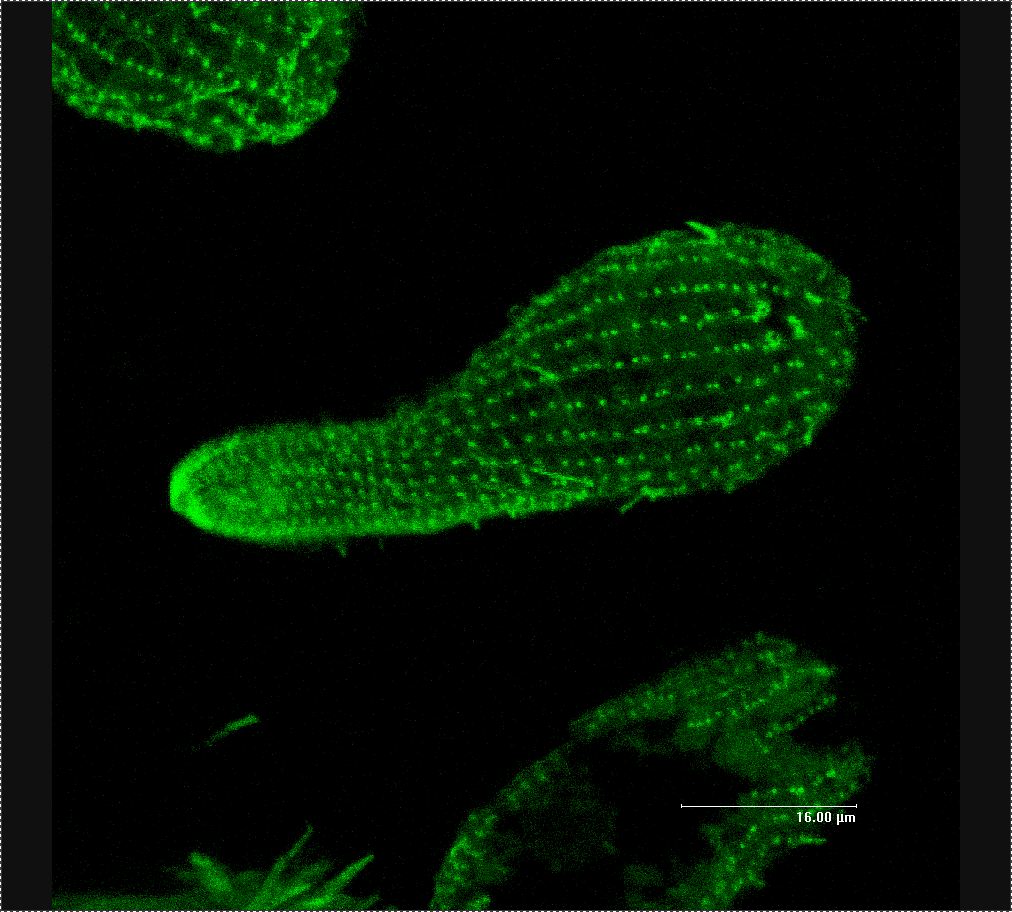
β-tubulina en Tetrahymena, (un protozoo ciliado).
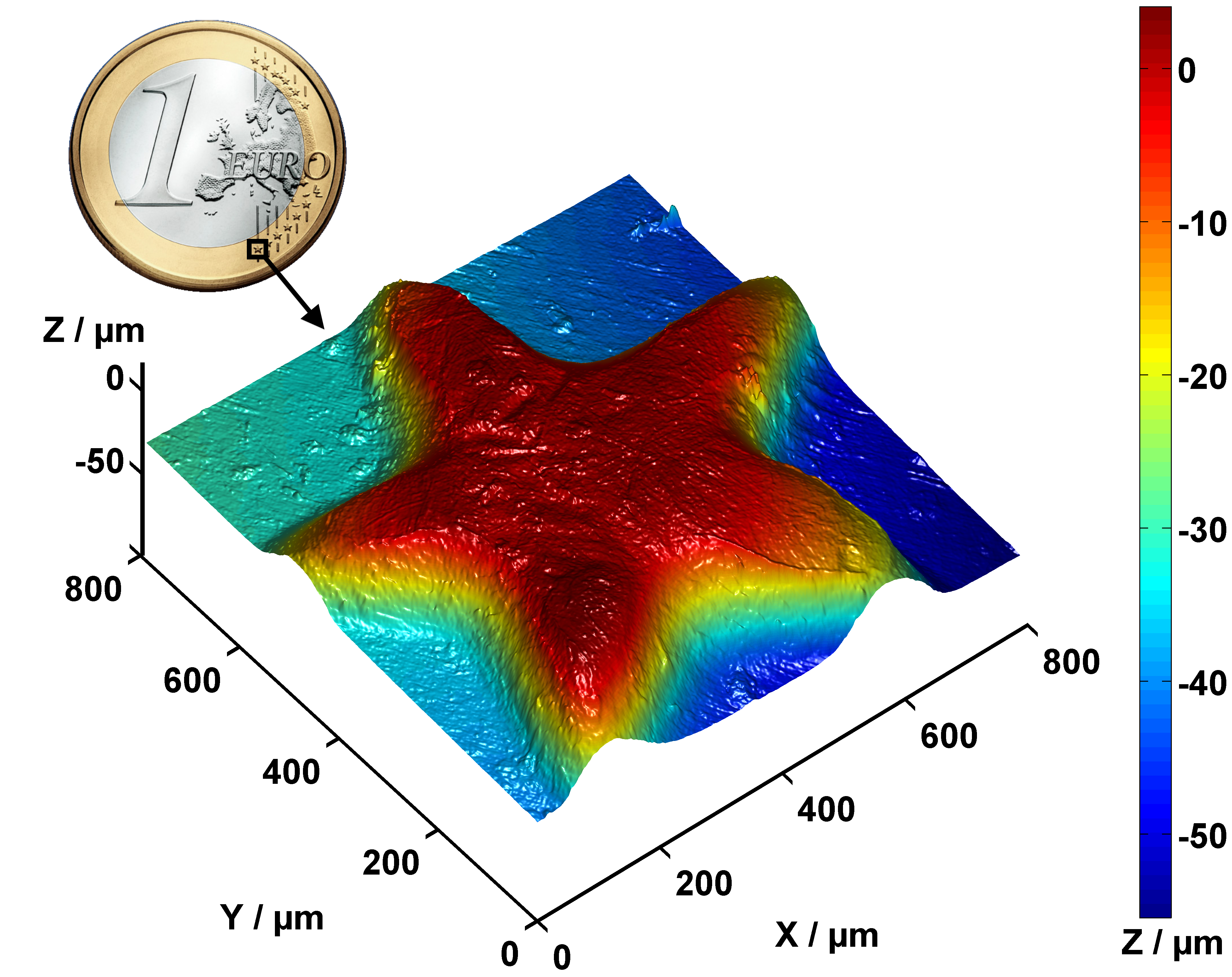
Perfil parcial de la superficie de una moneda de 1 Euro medido con un microscopio confocal de disco de Nipkow.
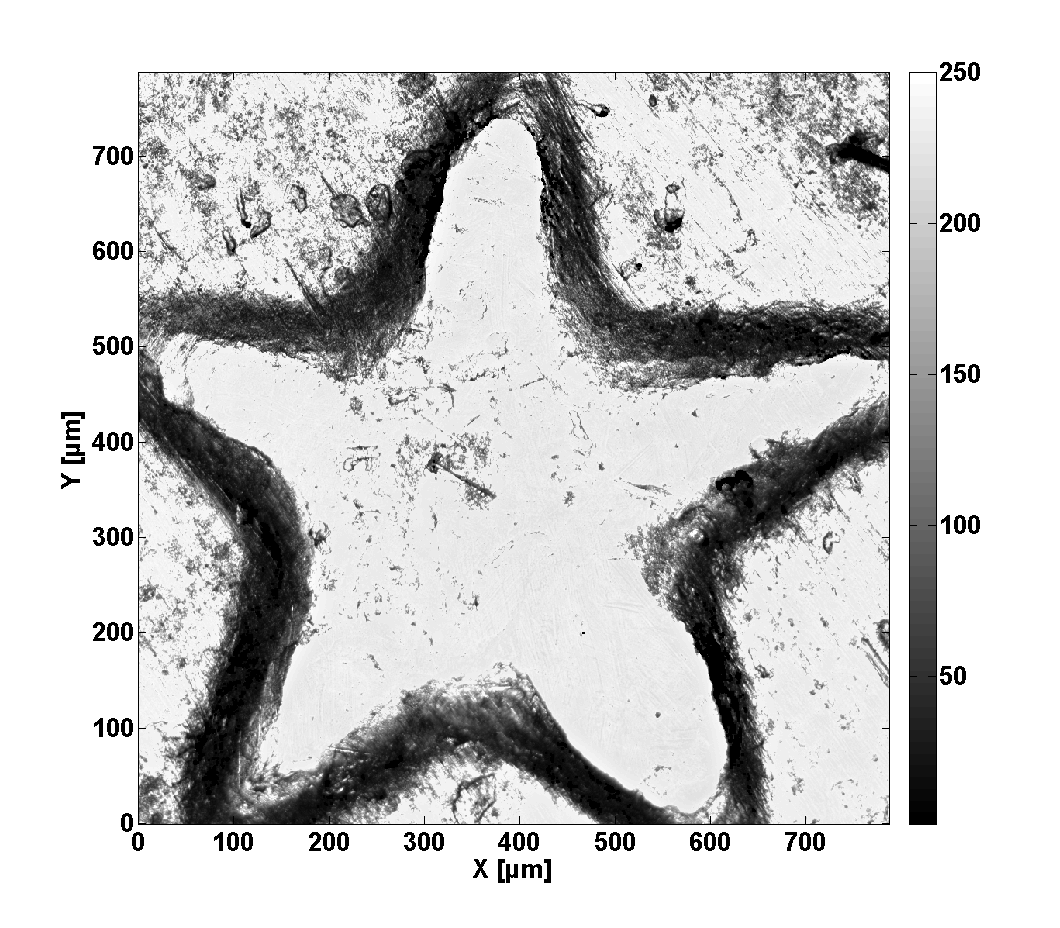
Información del reflejo de una moneda de 1 Euro.
Corte transversal a través de una moneda de 1 Euro (x - en el plano de la moneda, z - hacia adentro de la moneda).